# シカゴ美術館

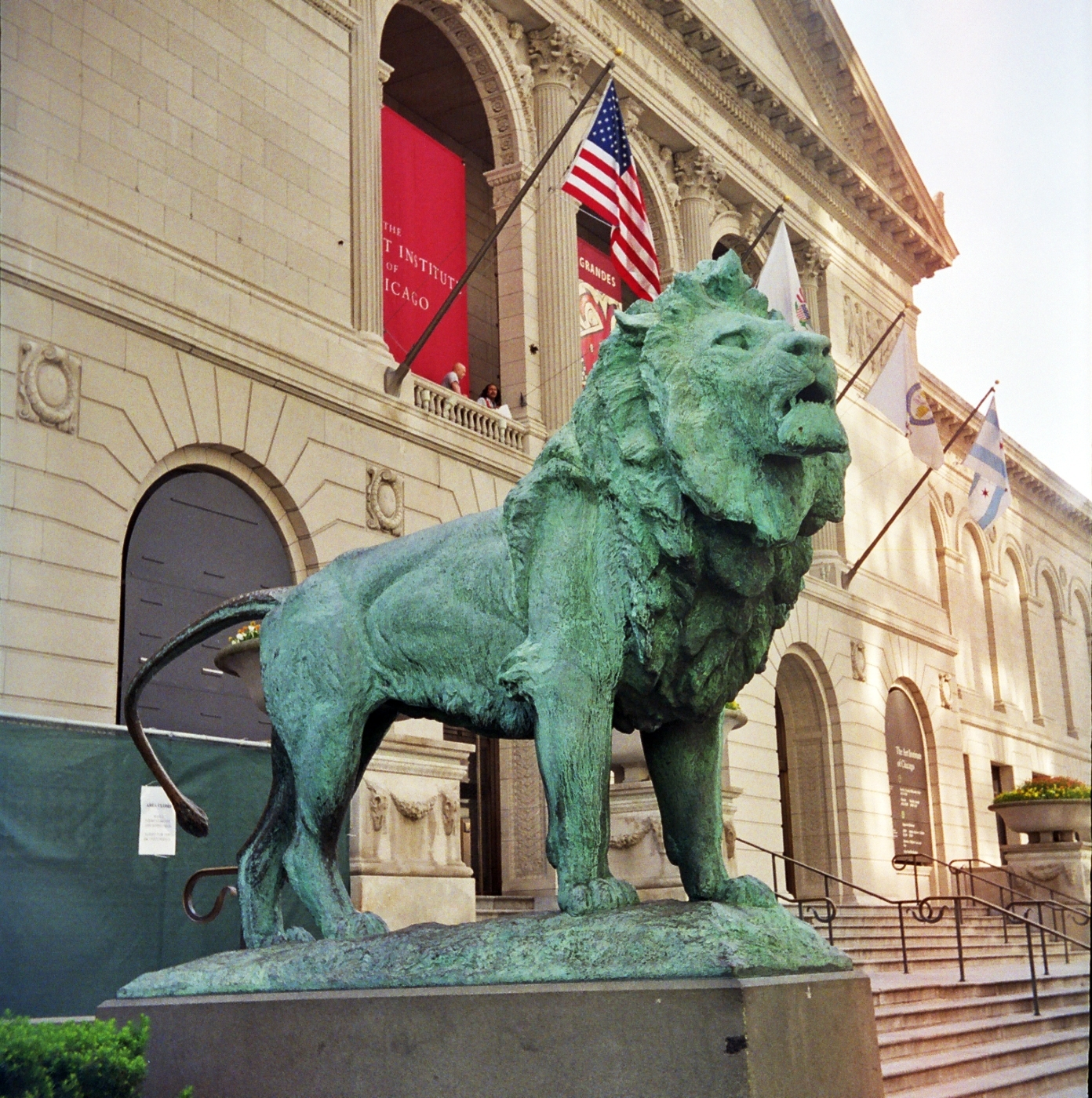
美術館のメインゲート近くの2頭のライオン像のうちの1頭

シカゴ美術館（英: The Art Institute of Chicago）は、アメリカ合衆国イリノイ州シカゴ市内にある美術館である。ニューヨークのメトロポリタン美術館、ボストン市にあるボストン美術館とともにアメリカの三大美術館の1つに数えられる。館名は日本語では「シカゴ美術研究所」、「シカゴ・アート・インスティテュート」などと表記される場合もある。

## 歴史
シカゴ美術館の前身は、1866年、市内ディアボーン通りのアトリエに設立された「シカゴ・アカデミー・オブ・デザイン」(Chicago Academy of Design)であった。このアカデミーは1868年から授業を開始し、1870年にはウェスト・アダムズ通りに移転したが、翌1871年のシカゴ大火で焼失。1879年に「シカゴ・アカデミー・オブ・ファイン・アーツ」(Chicago Academy of Fine Arts)として再発足した。通常、この1879年をもってシカゴ美術館の設立年としている。1882年、「シカゴ美術研究所」(The Art Institute of Chicago)と改称した。
19世紀末に向けてのアメリカ合衆国での万国博覧会ブームは、美術学校、美術館設立の機運を大きく高めたが、ロードアイランド・スクール・オブ・デザインやボストン美術館などと同様、その流れのなかで設立されている。いずれの機関も美術館と美術学校の一体的な設立・運営を特徴とする(20世紀に入ると学校認可のハードルが次第に高くなるため、この方式は難しくなる)。そのスクール部門「シカゴ美術館附属美術大学」(The School of the Art Institute of Chicago　略称SAIC)の評価は、美術館部門と同様にきわめて高く、U.S. News & World ReportなどのMFAランキングでは、ロードアイランド・スクール・オブ・デザイン、イェール大学などと例年一位を競い合っている。
本館の建物は、1893年のシカゴ万国博覧会の際に建てられたものである。その後数度にわたり増築が行われ、展示室の構成はかなり複雑になっている。日本ギャラリー（屏風ギャラリー）は安藤忠雄の設計になるものである。また、2009年にはレンゾ・ピアノ設計による新館が建設された。
収蔵品は、古代から現代に至る各地域、時代のものを含み、ヨーロッパ、アメリカ合衆国などの西洋美術のみならずアジア、アフリカ、オセアニア、メソアメリカなどの美術を広く収集している。ヨーロッパ美術ではモネ、ルノワール、スーラなど、フランス印象派やその周辺のヨーロッパ近代絵画が充実している。スーラの代表作『グランド・ジャット島の日曜日の午後』は当館の代表的収蔵品として知られている。アメリカ合衆国の美術では、最初期のハドソン・リバー派から現代作品まで、その200年の歴史における代表的作品を多く収蔵している。なかでもグラント・ウッドの『アメリカン・ゴシック』とエドワード・ホッパーの『ナイト・ホークス』は著名で、当館の看板作品となっている。また、中国の青銅器、陶磁器、日本の浮世絵など、東洋美術のコレクションも欧米では有数のものである。地下展示室には、欧米のインテリアのミニチュアを集めたコーナーもある。
アメリカの他の大美術館同様、当館においても個人コレクターからの寄贈がコレクションの充実に大きく寄与している。実業家ポッター・パーマー夫人のバーサ・パーマーは、印象派絵画のもっとも初期のコレクターの1人であるが、彼女のコレクションは1924年に寄贈された。また、スーラの『グランド・ジャッド島の日曜日の午後』を含むヘレン・バートレット・コレクションは翌1925年に寄贈されている。

## 主な収蔵品
Category:シカゴ美術館の所蔵品も参照
- コレッジョ『聖母子と幼児聖ヨハネ』（1515年頃）
- エル・グレコ『聖母被昇天』（1577年-1579年）
- レンブラント『金の首飾りの男』（1631年頃）
- プッサン『パトモス島の聖ヨハネのいる風景』（1640年）
- ゴーギャン『マハナ・ノ・アトゥア（神の日）』（1894年）
- トゥールーズ＝ロートレック『ムーラン・ルージュにて』（1895年）
- スーラ『グランド・ジャット島の日曜日の午後』（1884年-1886年）
- マグリット『釘付けされた時間』（1938年）
- ゴッホ 『自画像』(1887年)
- グラント・ウッド『アメリカン・ゴシック』(1930年)
- エドワード・ホッパー 『ナイト・ホークス』(1942年)
- アンディ・ウォーホル 『MAO』(1972年)

## ギャラリー

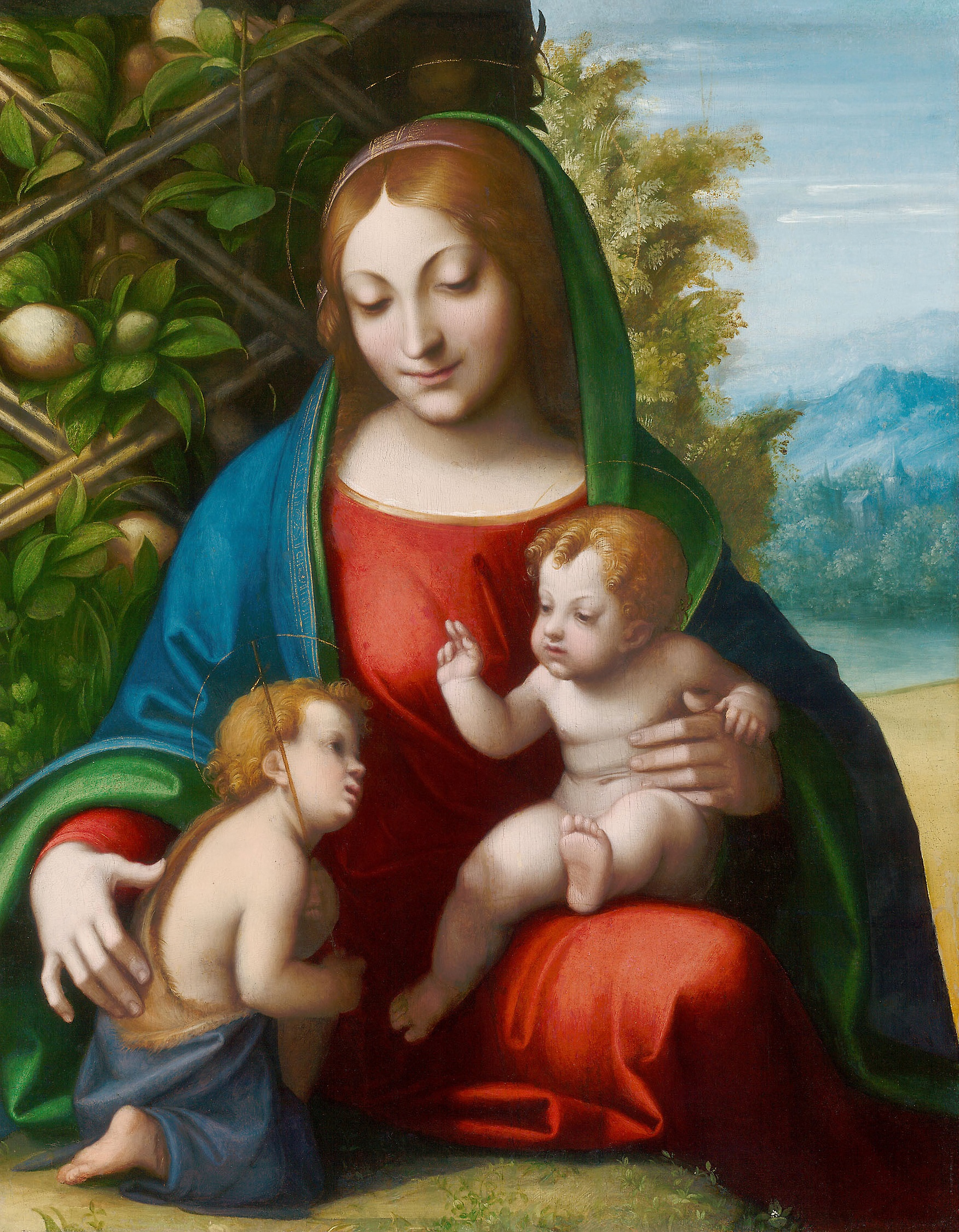
コレッジョ『聖母子と幼児聖ヨハネ』1515年頃
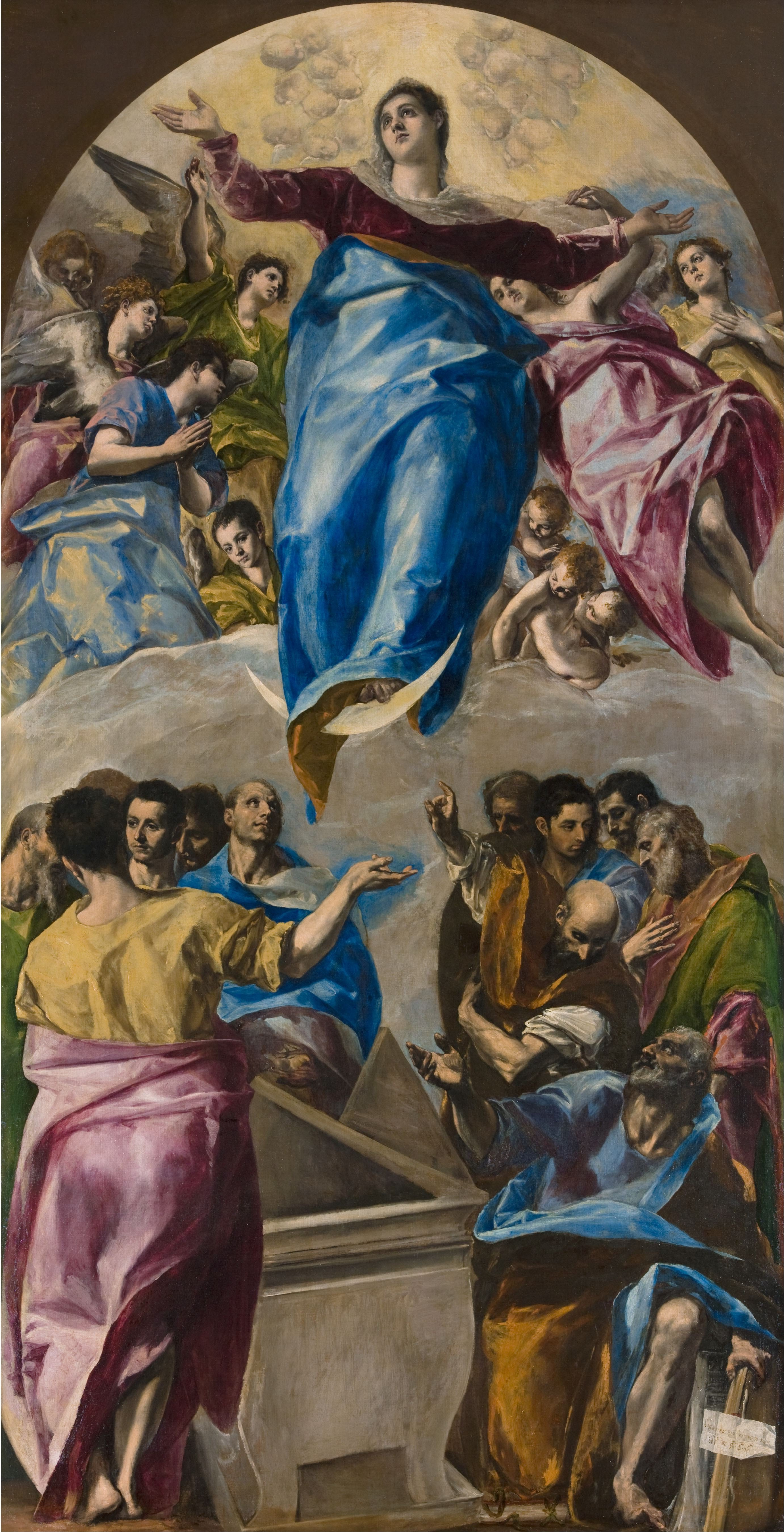
エル・グレコ『聖母被昇天』 1577-79年
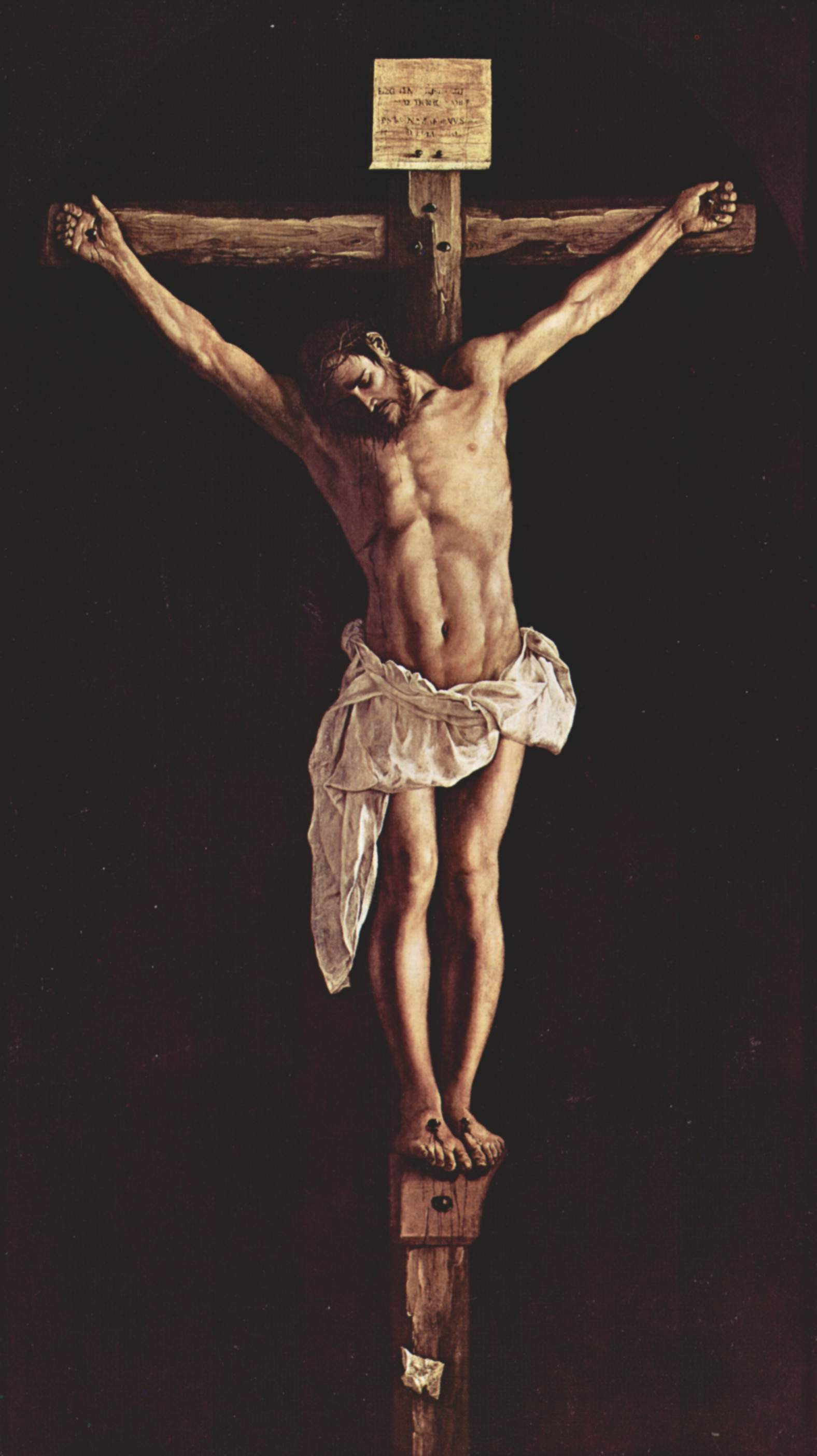
スルバラン『十字架上のキリスト』 1627年
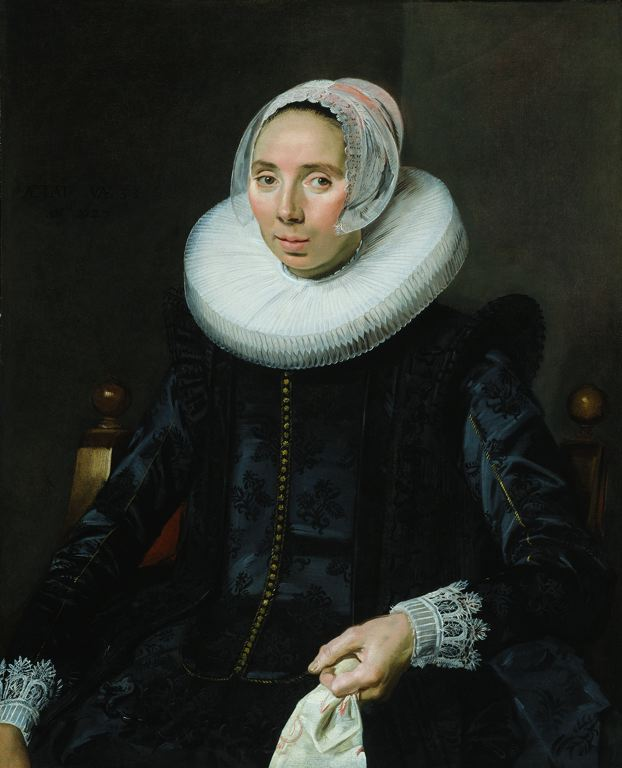
ハルス『椅子に座る女性の肖像』 1627年
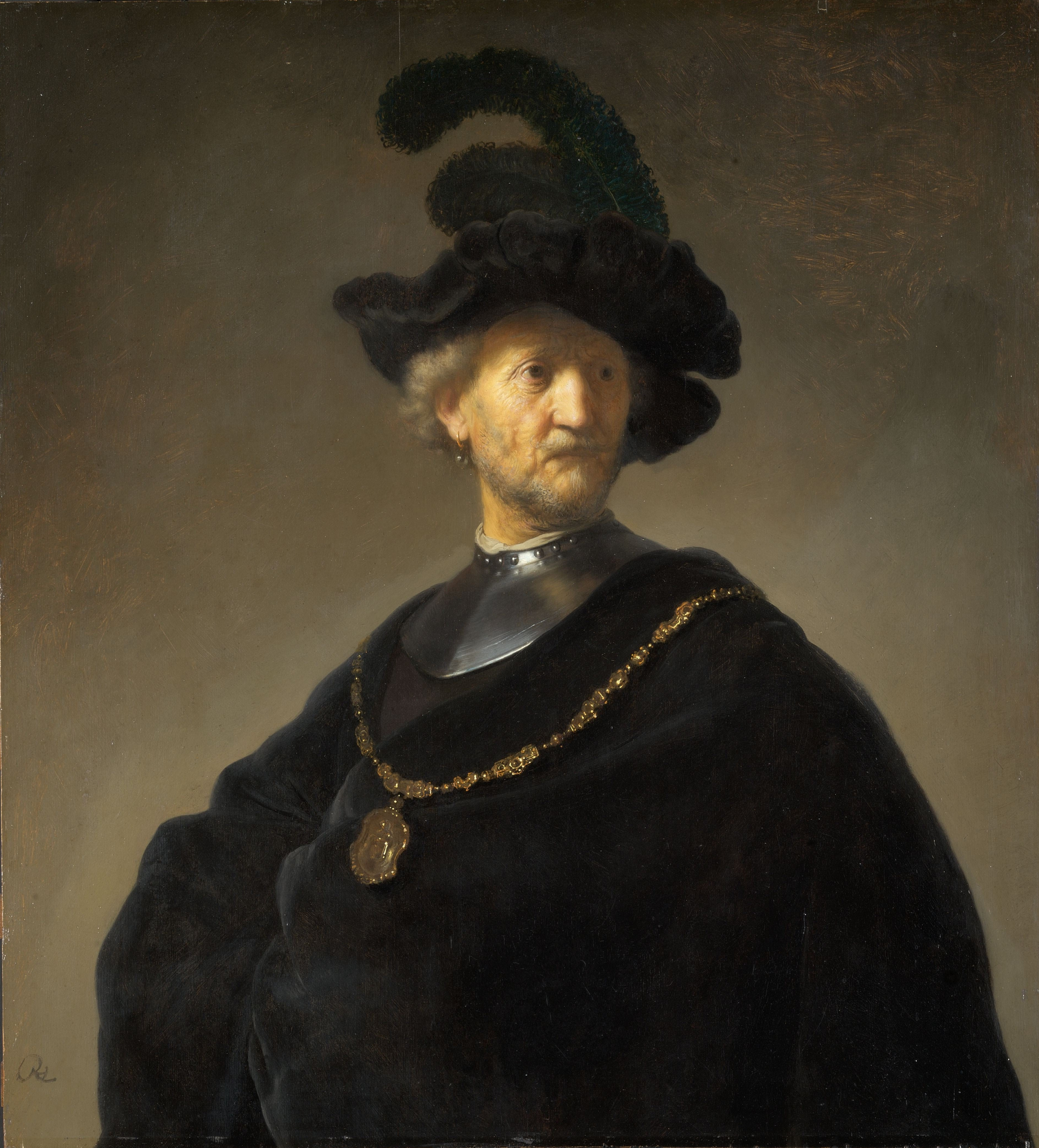
レンブラント『金の首飾りの男』 1631年頃
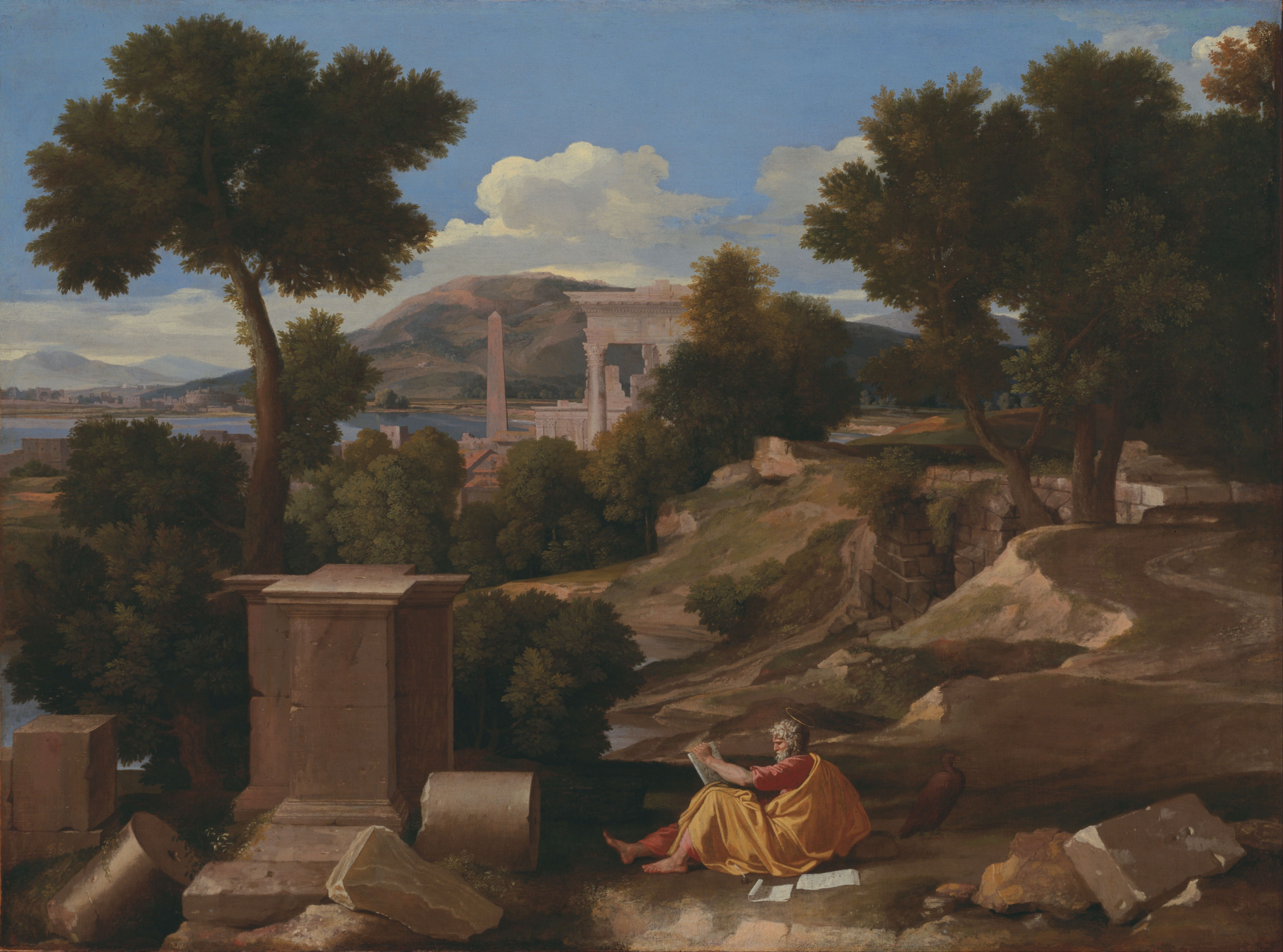
プッサン『パトモス島の聖ヨハネのいる風景』 1640年
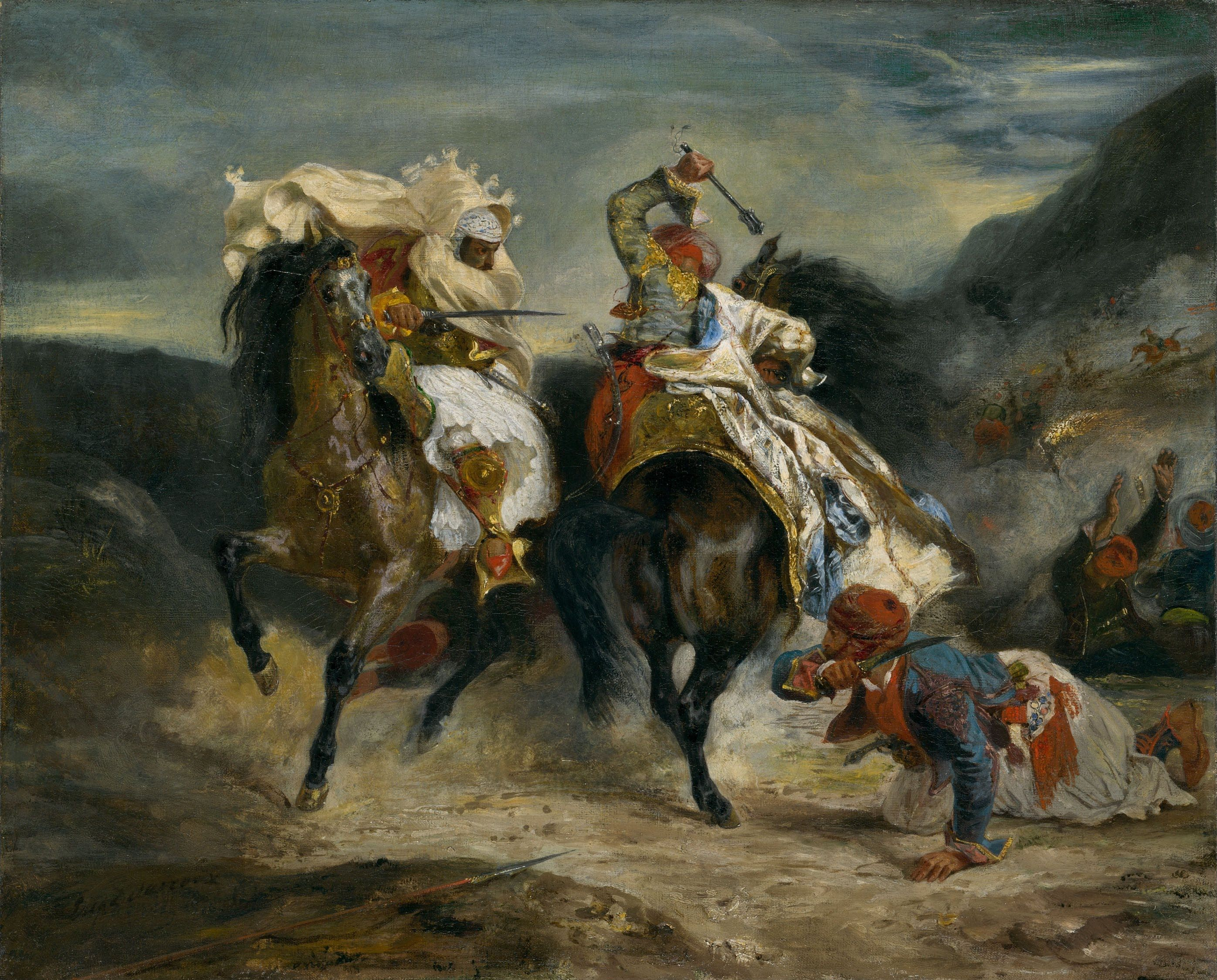
ドラクロワ『異端者とハッサンの戦い』 1826年
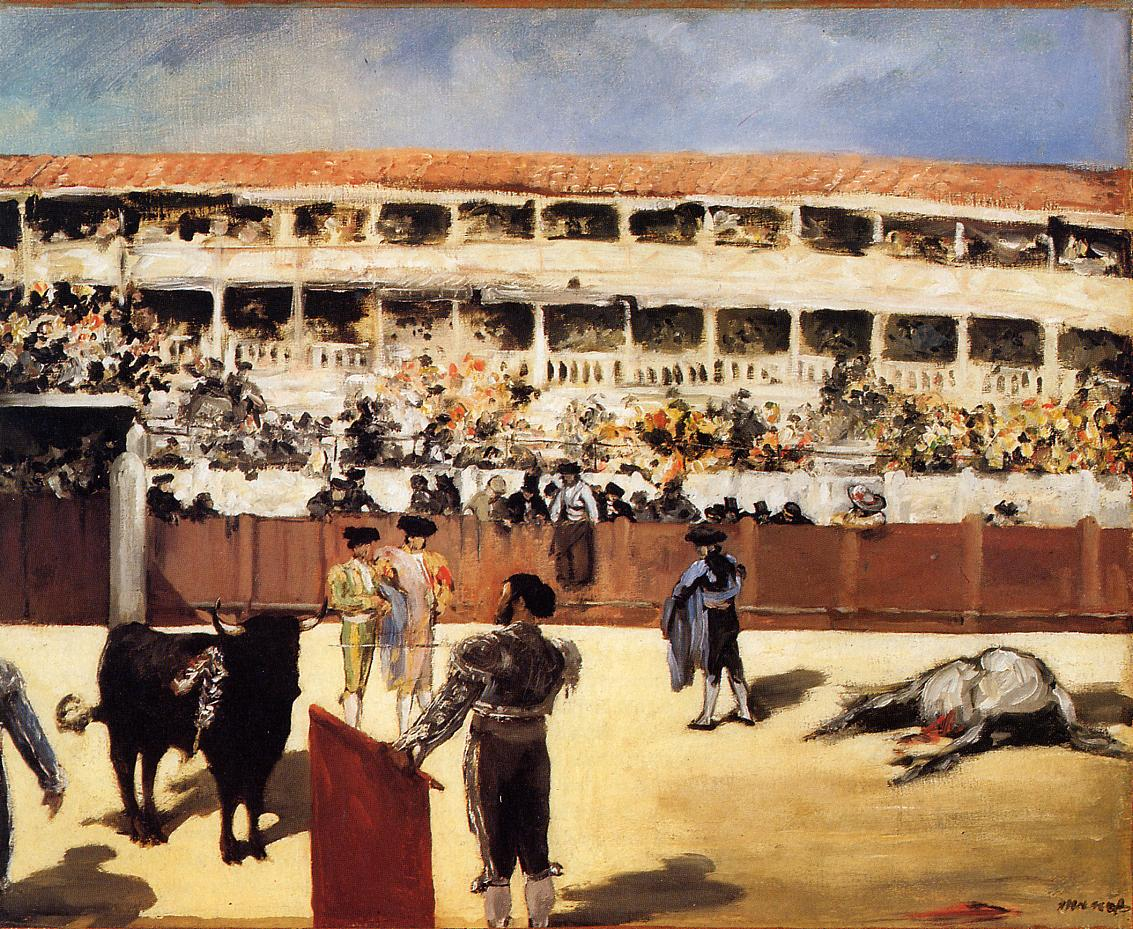
マネ『闘牛』 1865-67年
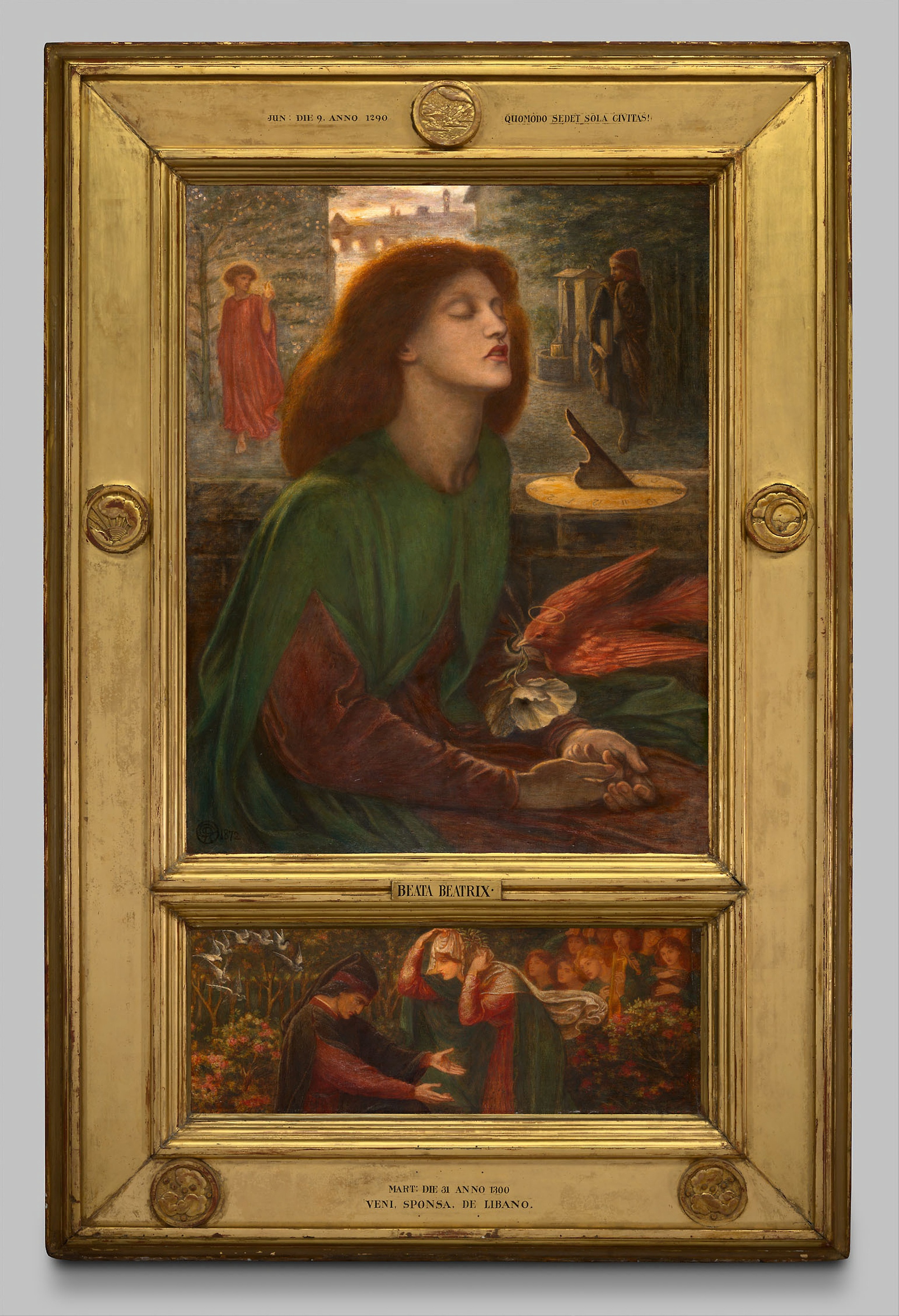
ロセッティ『ベアータ・ベアトリクス』 1871年-1872年の間
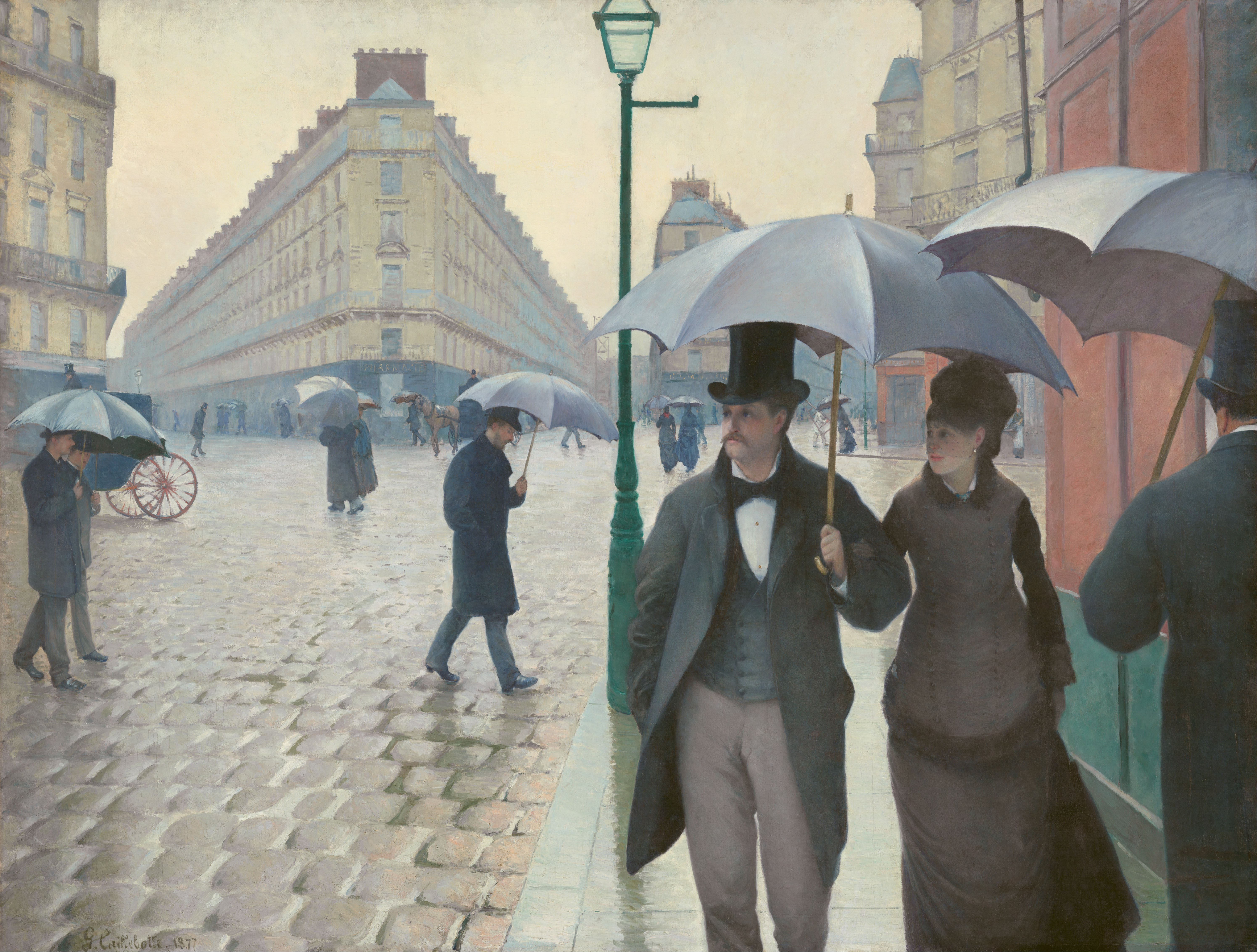
カイユボット『パリの通り、雨』 1877年
ルノワール『二人の姉妹（テラスにて）』 1881年
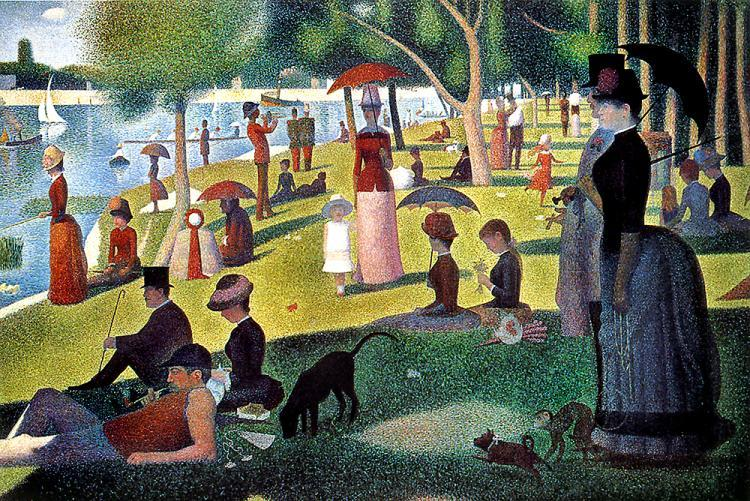
スーラ『グランド・ジャット島の日曜日の午後』 1884–1886年
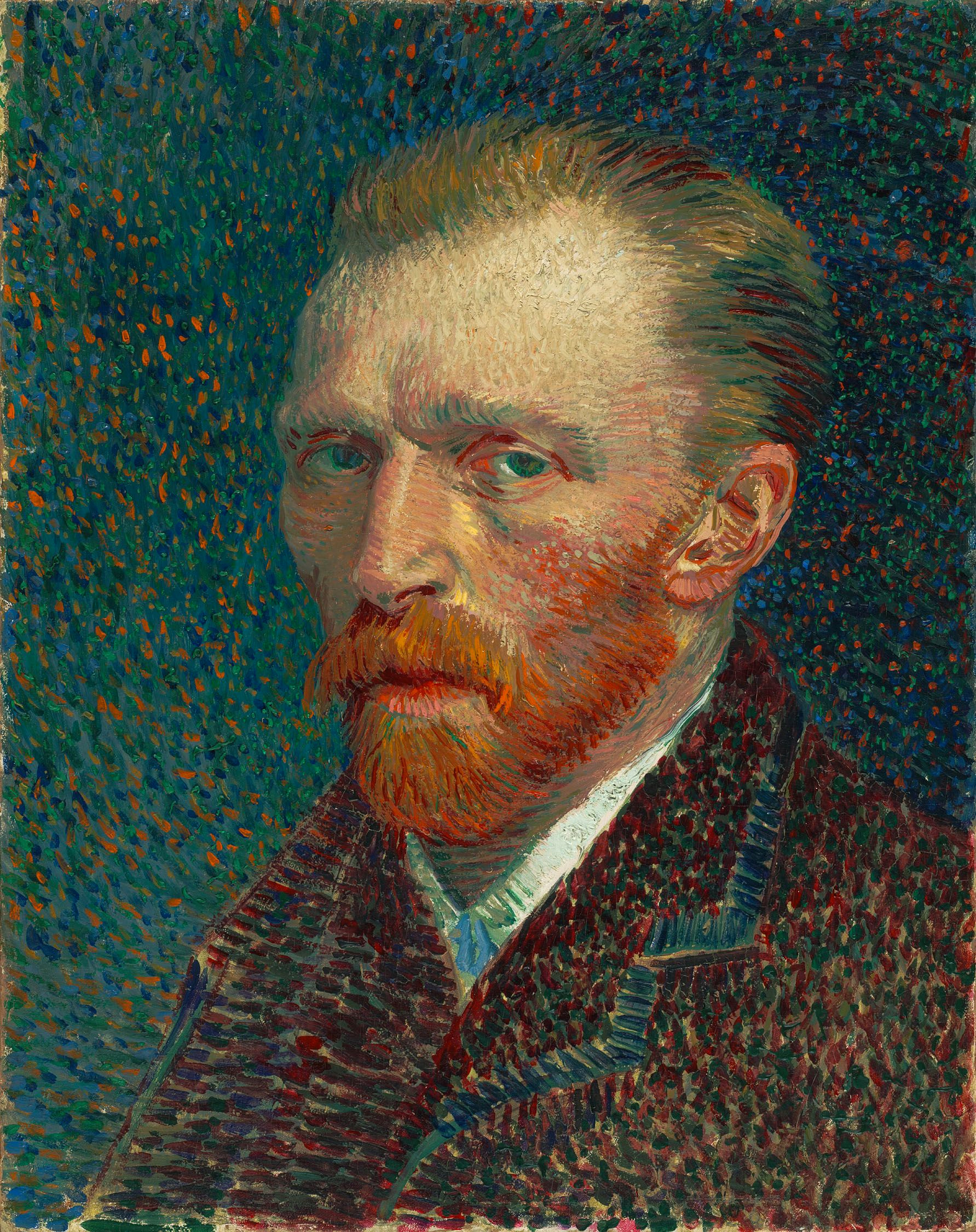
ゴッホ『自画像』 1887年
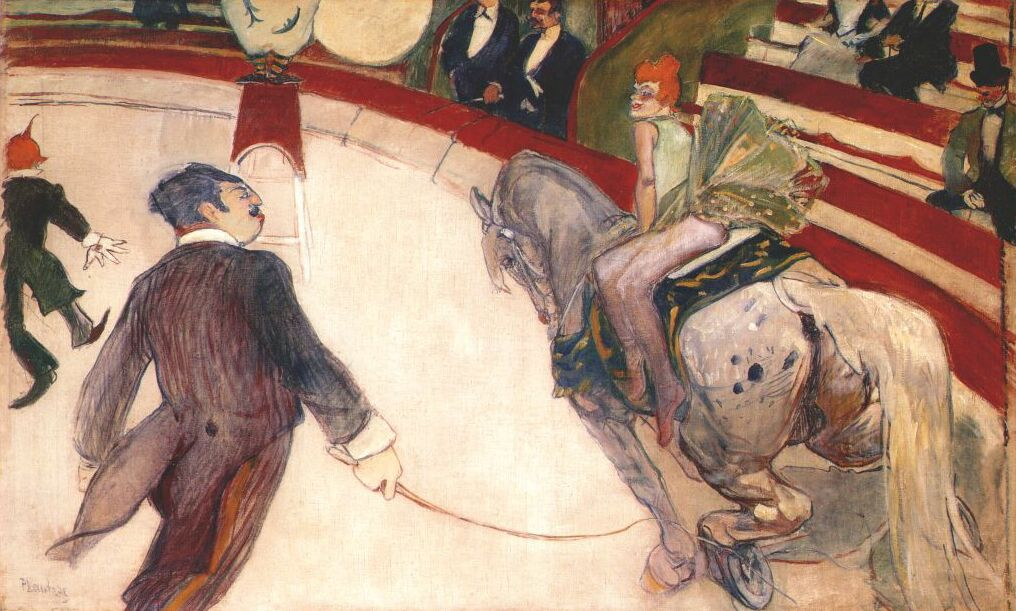
ロートレック『フェルナンド・サーカスにて』 1888年
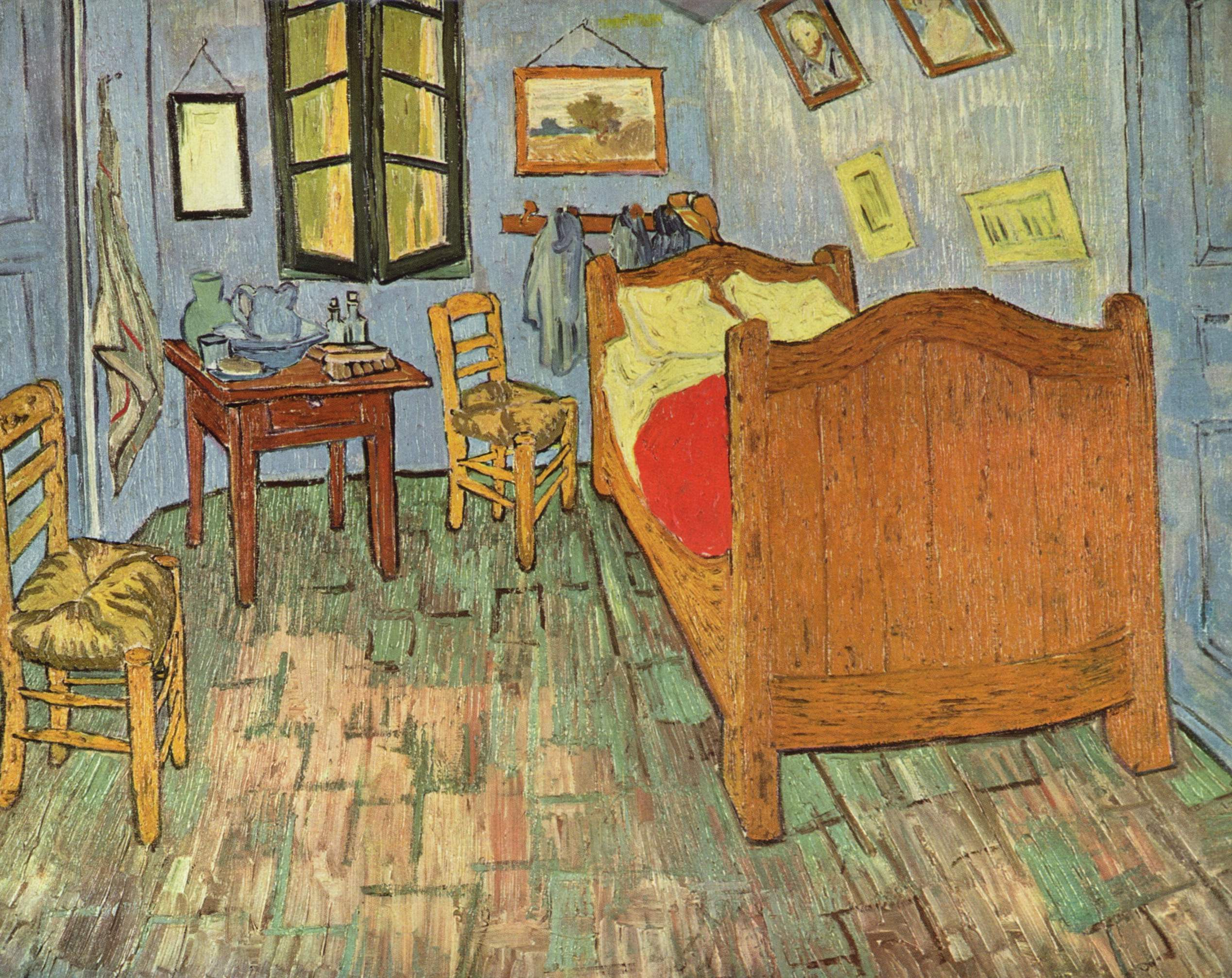
ゴッホ『ファンゴッホの寝室』 1889年
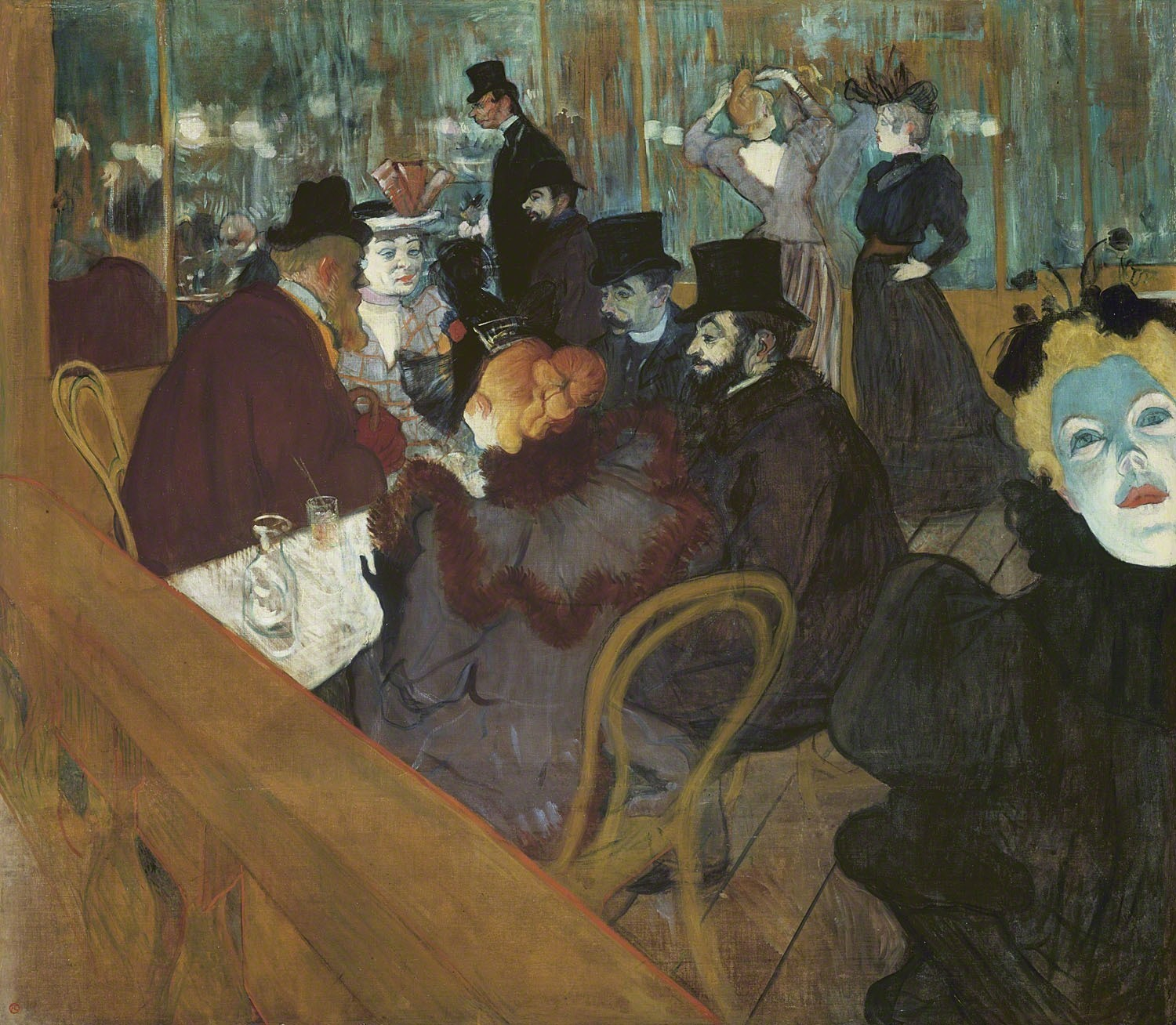
ロートレック『ムーラン・ルージュにて』 1892年
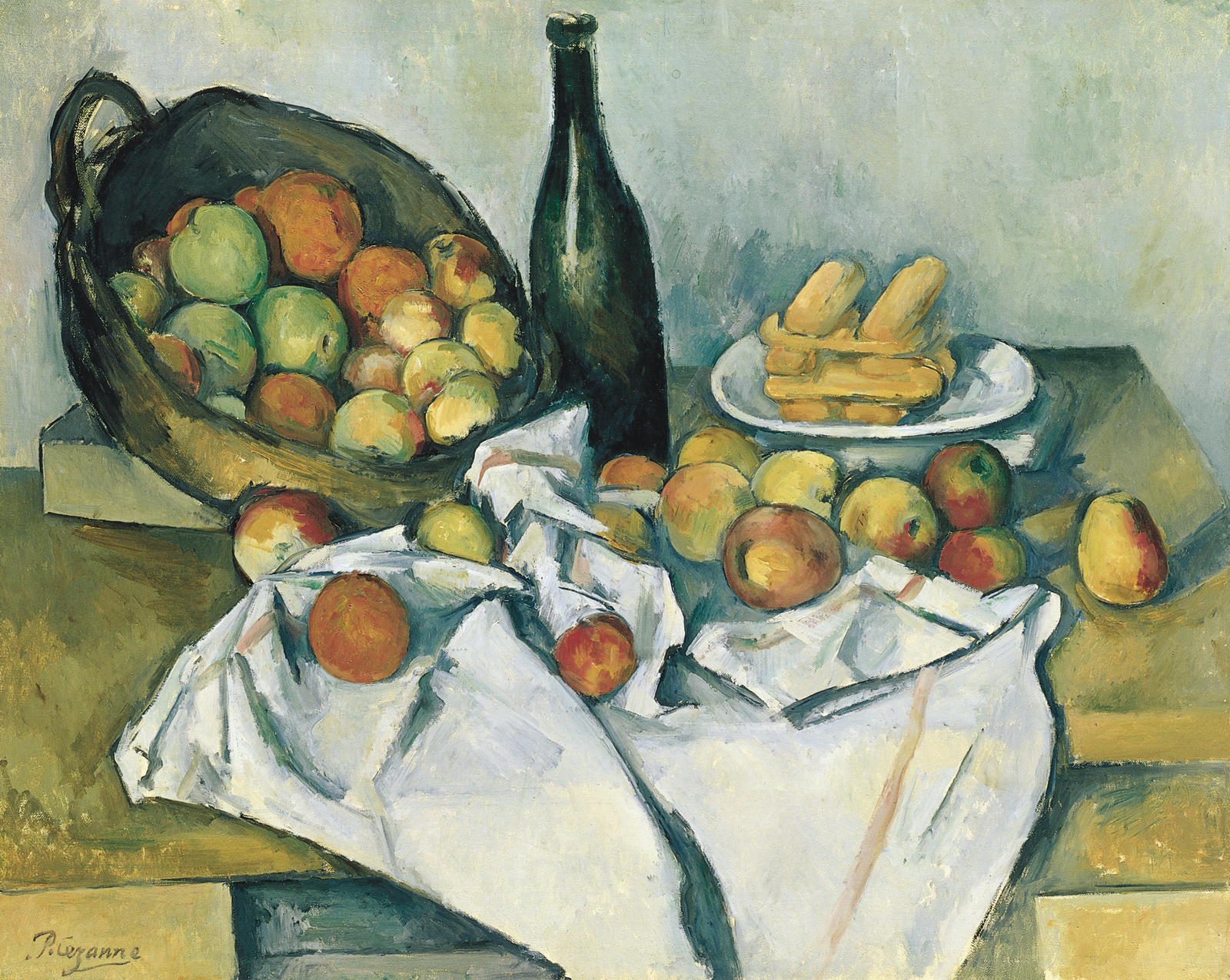
セザンヌ『リンゴの籠のある静物』 1890-1894年
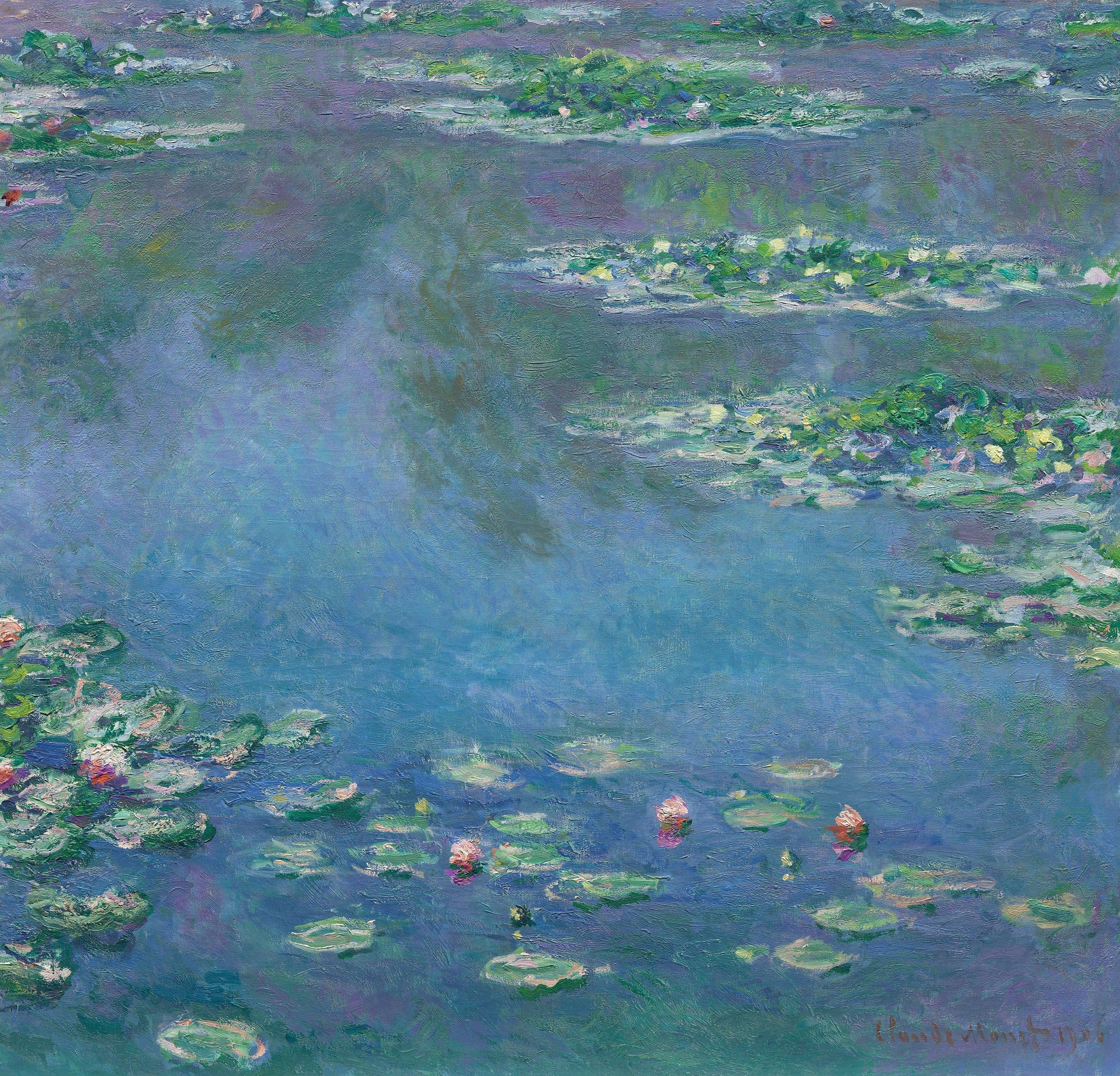
クロード・モネ『睡蓮』 1906年
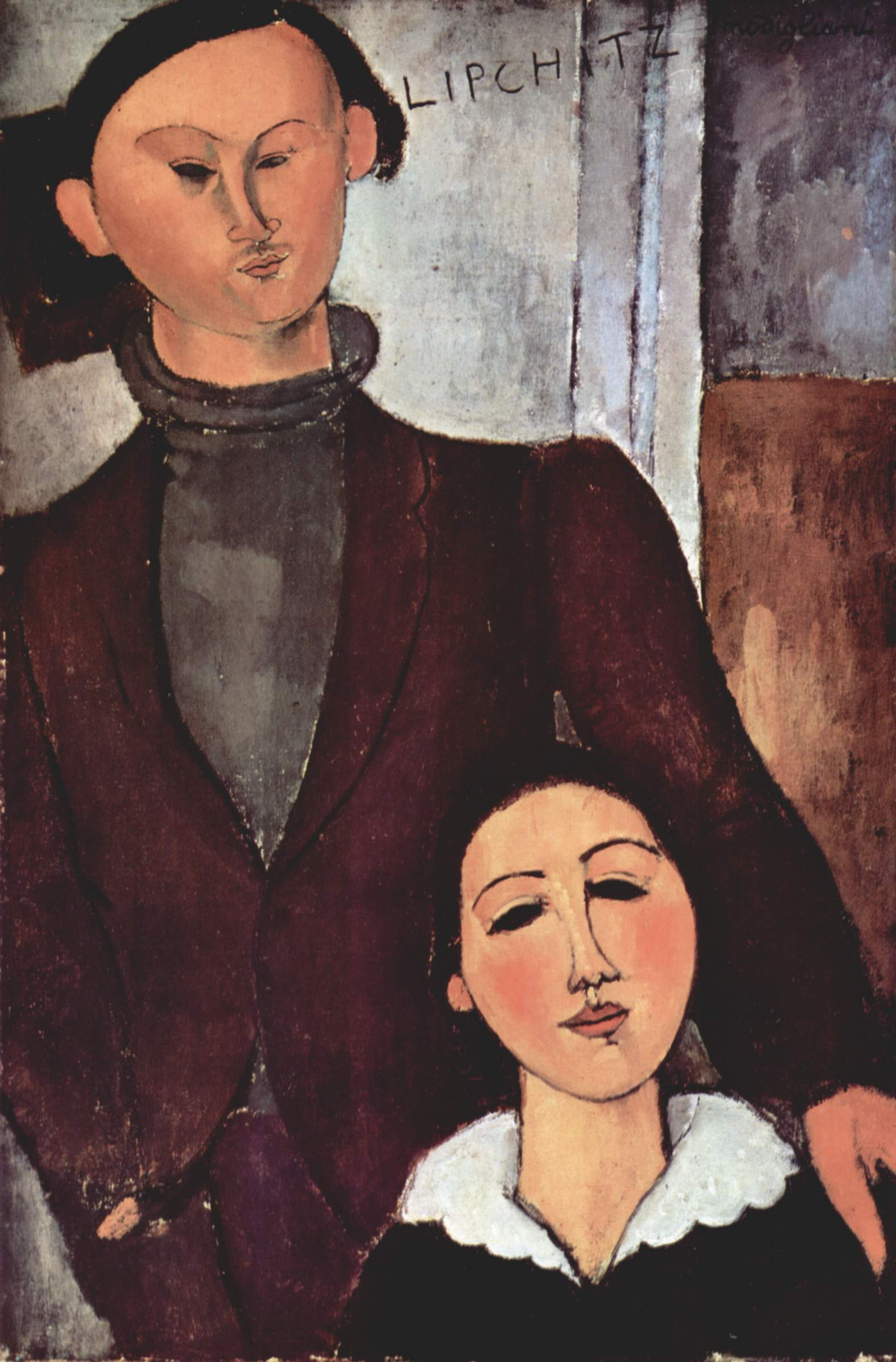
モディリアーニ『ジャック・リプシッツとその妻』 1916年
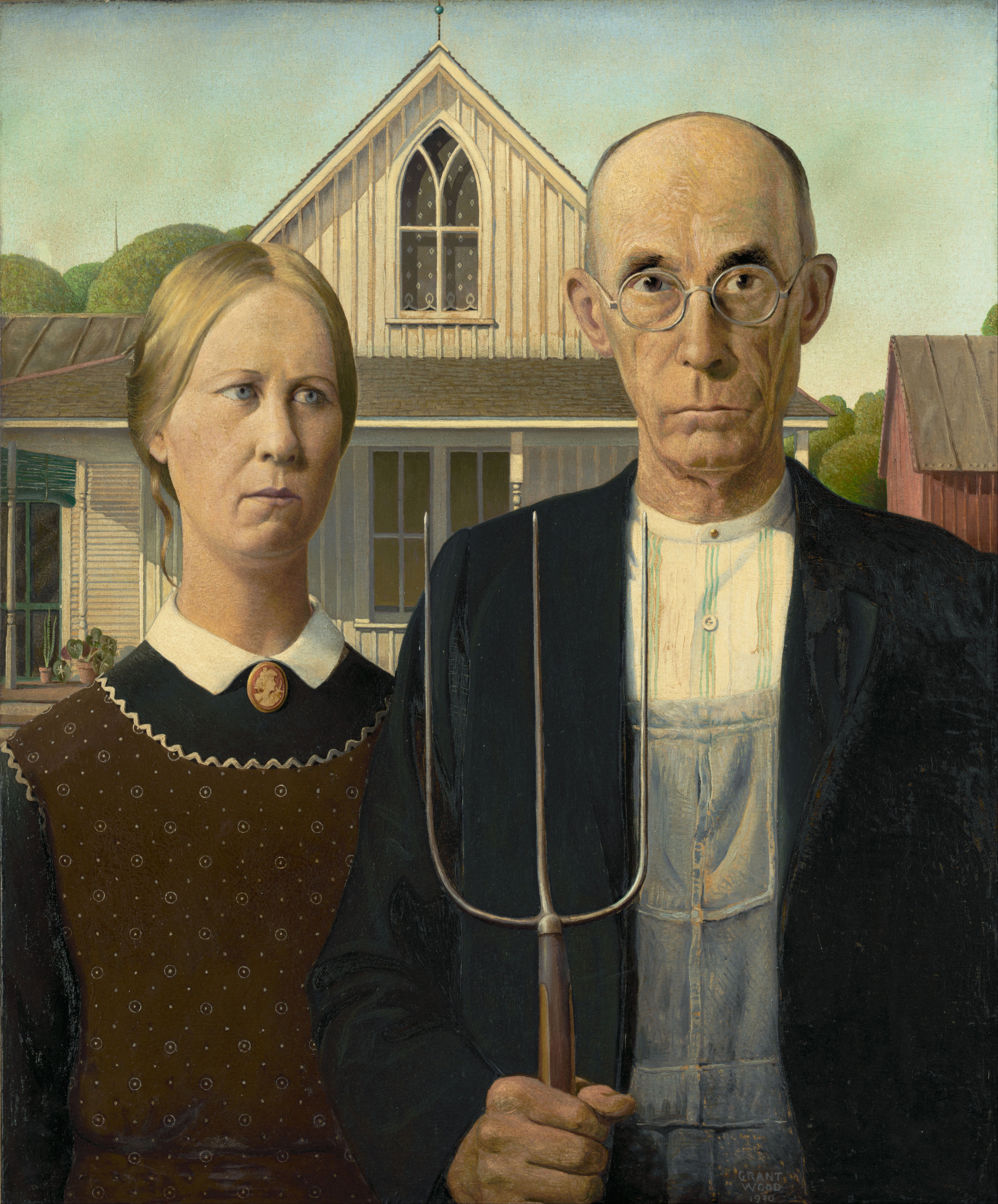
グラント・ウッド『アメリカン・ゴシック』 1930年

## 参照
1. ↑  “The Art Newspaper Ranking VISITOR FIGURES 2016” (PDF).   The Art Newspaper. 2016年10月17日閲覧。
2. ↑  Renzo Piano Embraces Chicago